# Далбе
Да́лбе (латыш. Dalbe) — населённый пункт в Ценской волости Елгавского края (в 2009—2021 гг. — Озолниекского края, до этого — Елгавского района) Латвии. Население 221 человек (2022). Расположен на реке Миса в 28 км от Риги и 14 км от Елгавы, по обеим сторонам автотрассы A8 и железной дороги Рига — Елгава. В черте посёлка находится остановочный пункт Далбе.

## История
Поселение известно под немецким названием Дальбинген (нем. Dalbingen) не позднее чем с 1700 года, когда место священника в Дальбингенской лютеранской церкви занял Давид Капель. Как сообщал Теодор Кальмейер, по преданию в церкви остановился на одну ночь Пётр I во время Северной войны. В 1758 году было построено новое здание церкви, в 1818 году следующее (как и два предыдущих — деревянное), в 1869 году возведена сохранившаяся доныне каменная церковь.
Летом и осенью 1812 года Дальбинген находился на линии столкновения российских и французских войск в ходе Отечественной войны 1812 года.